# Haplothrix perakensis
Haplothrix perakensis är en skalbaggsart som beskrevs av Stefan von Breuning 1936. Haplothrix perakensis ingår i släktet Haplothrix och familjen långhorningar. Inga underarter finns listade i Catalogue of Life.